# 皮伯贡
皮伯贡（法語：Puybegon，法語發音：[pɥibəɡɔ̃]）是法国奧克西塔尼大區塔恩省的一个市镇，属于卡斯特尔区。

## 地理
皮伯贡（43°47'25"N, 1°53'43"E）面积19.01 平方千米，位于法国奧克西塔尼大區塔恩省，该省份为法国南部内陆省份，北起顺时针与阿韦龙省、埃罗省、奥德省、上加龙省和塔恩-加龙省接壤。
与皮伯贡接壤的市镇（或旧市镇、城区）包括：布里亚泰克斯特、比斯克、格罗耶、帕里索、佩罗勒、圣戈藏。

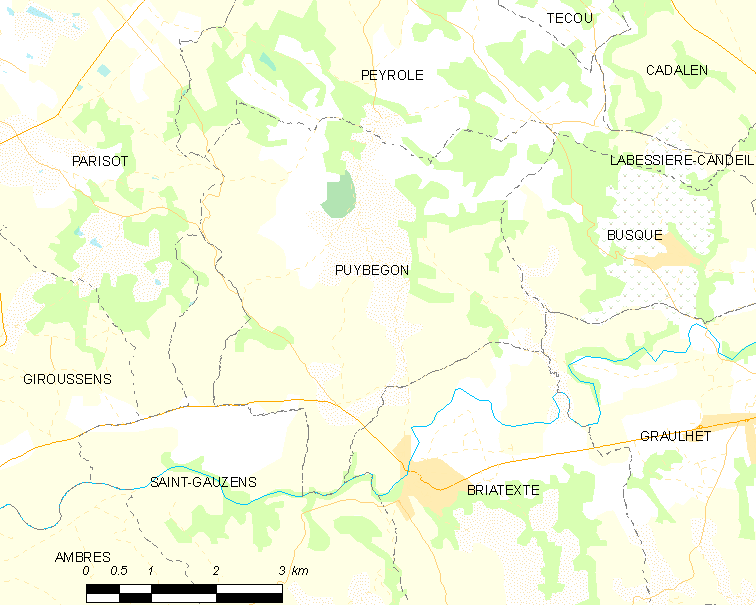
皮伯贡的OSM定位图

皮伯贡的时区为UTC+01:00、UTC+02:00（夏令时）。

## 行政
皮伯贡的邮政编码为81390，INSEE市镇编码为81215。

## 政治
皮伯贡所属的省级选区为格罗耶县。

## 人口

1962-2008年间皮伯贡人口变化图示

皮伯贡于2022年1月1日时的人口数量为646人。